# Armando Campioni
Armando Campioni (Coazze, 1914 – Bora Bora, 1998) è stato un imprenditore e dirigente d'azienda italiano.

## Biografia
Laureato in economia e commercio, lavorò come disegnatore e poi come direttore all'IPRA, azienda torinese produttrice di radiatori per automobili. Della medesima azienda, Campioni divenne il proprietario nel secondo dopoguerra, fino al 1990, quando fu ceduta alla multianzionale francese Valeo.
Nel 1953, assieme a due dirigenti della Fergat, l'ingegner Adelchi Candellero (1894-1977) e il cavalier Filiberto Gatta (1887-1961), avviò a Torino una ditta per la produzione di frigoriferi denominata Spirea. Divenuta Indel e poi Indes nel 1956, l'azienda assunse in breve tempo dimensioni industriali, e divenuta Indesit nel 1961, si affermò come uno dei maggiori produttori nazionali ed europei di elettrodomestici. Campioni, che di Indesit divenne socio di maggioranza, vi ricoprì la carica di amministratore delegato dal 1961 al 1980, e di presidente in diversi periodi fino al 1985, anno in cui l'azienda, travolta da una grave crisi fu posta in amministrazione straordinaria.
Morì nell'estate del 1998, all'età di 84 anni, a causa di un incidente stradale in cui fu investito da un'auto mentre girava in bicicletta, durante una vacanza a Bora Bora, nella Polinesia francese.